# Tamuramaro Sakanoue
Tamuramaro Sakanoue (jap. 坂上田村麻呂 Sakanoue Tamuramaro; ur. 758, zm. 811) był generałem pod dowództwem sioguna Otomaro Ōtomo w okresie podbojów Ajnów na wyspie Honsiu, po jego śmierci został drugim w historii siogunem o pierwotnym znaczeniu tego tytułu - sei’i-taishōgun (jap. 征夷大将軍 dosł. ‘głównodowodzący wojsk ekspedycyjnych, przeznaczonych do podboju barbarzyńców’) w epoce Heian za panowania cesarza Kammu.
Jego ojcem był Karitamaro Sakanoue.

## W służbie cesarza Kammu
W 811 r. cesarz Kammu, po śmierci sioguna Otomaro Ōtomo, wyznaczył na jego następcę Tamuramaro i wydał mu rozkaz podbicia ludu Emishi zamieszkującego północne tereny wyspy Honsiu. Ów rozkaz wykonał, podporządkowując te tereny władzy cesarza. Żadne źródła historyczne nie podają, aby udał się dalej na północ niż do dzisiejszej prefektury Iwate. Najnowsze dane wskazują, że migracja Emishi z Honsiu na Hokkaido miała miejsce w okresie między VII i VIII w., być może jako bezpośredni rezultat kampanii Tamuramaro. Jednak wielu Emishi pozostało w regionie Tōhoku jako kolejny lud rozszerzającego się imperium japońskiego; utworzyli oni potem niezależną domenę Fushu. 
Po śmierci Kammu, Tamuramaro służył kolejnym cesarzom: Heizei'owi i Sadze jako główny doradca (jap. 大納言 dainagon) i minister wojny (jap. 兵部卿 hyōbu-kyō).
Tamuramaro zmarł w wieku lat 54. Aby wyrazić swój żal po śmierci doradcy, cesarz Saga uhonorował jego pamięć, rozdając wielką ilość tkanin jedwabnych, bawełnianych i ryżu. Z rozkazu cesarza, pochowano go wraz z jego łukiem, strzałami, kołczanem i mieczem.
Tamuramaro jest rzekomo pochowany w Shōgun-zuka (wzgórze górujące nad Kioto), a o jego duchu mówi się, że nadal opiekuje się tym miastem. Nawet jeśli część tej historii jest tylko mitem, to zapiski wskazują na miejsce spoczynku starego wojownika w pobliżu wsi Kurusu (Kurusu-mura 栗 栖 村) w dzielnicy Uji Yamashiro.

## Festiwal Tanabata
Mówi się, że słynne festiwale Tanabata i pochody w prefekturze Aomori (również obchodzone w mieście Sendai w prefekturze Miyagi), które ogląda ponad 3 miliony osób co roku, spopularyzowały pamięć o kampanii Sakanoue no Tamuramaro przeciw  społecznościom plemiennym wówczas żyjącym w Tōhoku. Te coroczne święta (matsuri) nazywa się Aomori Nebuta Matsuri i festiwalem Neputa (jap. ねぷた祭り neputa matsuri) w mieście Hirosaki.
Sukcesy militarne Tamuramaro upamiętniają dziś jesienne matsuri, podczas których buduje się specjalnie zaprojektowane, gigantyczne, podświetlane papierowe latarnie. Na tych ogromnych konstrukcjach, obnoszonych po ulicach ku uciesze tłumów, wymalowane są kolorowe, mityczne postacie. O wielkich latarniach Aomori i Nebuta mówi się, że nawiązują do pomysłowej strategii Tamuramaro w jego kampanii z początku IX w. Według legendy, siogun rozkazał zbudowanie ogromnych oświetlonych latarni i umieszczenie ich na szczytach wzgórz. Ciekawi Emishi, którzy nie widzieli czegoś takiego wcześniej i podchodzili bliżej, by sprawdzić co to, byli chwytani i pojmowani. Do połowy 1990 za najlepsze latarnie z parady przyznawano nagrody, nazywane nagrodą Tamuramaro.